# Psalm 1 (Salomo)
Der 1. Psalm Salomos ist ein Psalm Salomos aus dem pseudepigraphen Buch der „Psalmen Salomos“ des Alten Testamentes. Er bildete vermutlich zusammen mit dem 2. Psalm eine Einheit.

## Inhalt
Der Psalm handelt zunächst von einer Vergegenwärtigung vergangener Ereignisse. Diese wird von einem namentlich nicht bekannten Subjekt vorgenommen. Gemäß dem dritten Vers ist dieses Subjekt aber eine Mutter von Kindern.
Anschließend sieht diese sich vor eine unmittelbare Bedrohung gestellt (Vers 2a). Aufgrund früherer Gerechtigkeit der Gemeinde (den „Kindern“) konnte zwar einst Erhörung des Gebets angenommen werden. Das ist aber in der gegenwärtigen Situation wegen verborgener Sünden der Gemeinde nicht mehr anzunehmen (Vers 3ff).

### Vers 1
Die Bedrohung, von welcher der erste Vers redet, könnte entweder eine Bedrohung durch innere oder durch äußere Feinde darstellen. Handelt es sich um innere Feinde, könnte man z. B. makkabäische Feinde oder Sadduzäer annehmen. Handelt es sich hingegen um äußere Feinde, so ist vermutlich eine kriegerische Belagerung durch Heiden gemeint.

### Vers 8
Dadurch, dass πρὸ αὐτῶν (vor ihnen) zeitlich und nicht örtlich gemeint ist, beweist es laut Rudolf Kittel, dass im Psalm um die Herrscher oder Gewalthaber des jüdischen Geschlechts geht – sie treiben es schlimmer als die Heiden, die zuvor die Gewalt innehatten (die Seleukiden).